# Gerbillus grobbeni
Gerbillus grobbeni là một loài động vật có vú trong họ Chuột, bộ Gặm nhấm. Loài này được Klaptocz mô tả năm 1909.